# WASP-33 b
WASP-33 b ist ein 2010 entdeckter Exoplanet, der den Stern WASP-33 (auch als HD 15082 bezeichnet, ca. 378 Lichtjahre entfernt) in einer Entfernung von nur 3 Millionen km alle 1,2 Tage (29,5 Stunden) umkreist. Mit einer Masse von etwa 4 Jupitermassen zählt er zur Klasse der Hot Jupiter. Dabei ist er mit einer Temperatur von 3200 K einer der heißesten Vertreter seiner Art. Die Oberflächentemperatur des Sterns beträgt etwa 7400 K.
Es gibt Hinweise darauf, dass der Planet den Stern durch seine enge Umlaufbahn zur Pulsation anregt. Dies wäre eine bisher nicht beobachtete Wechselwirkung eines Planeten mit seinem Zentralstern.
Der Planet wurde mit der Transitmethode entdeckt.